# 아틀란티다주

아틀란티다 주의 위치

아틀란티다주(스페인어: Atlántida)는 온두라스 북부에 위치한 주로 주도는 라세이바이며 면적은 4,251km2, 인구는 372,532명(2005년 기준)이다. 카리브해와 접한다. 1902년 콜론 주, 코르테스 주, 요로 주의 일부를 통합하여 신설되었다. 8개 지방 자치체를 관할한다.